# Josef Eklundh
Karl Josef Eklundh, född 16 augusti 1904 i Enköping, död 31 mars 1986 i Braås, var en svensk pastor och målare.
Han var son till lantbrukaren C.F. Eklundh och Ida Andersson samt från 1931 gift med Märta Gustafsson.
Eklundh var verksam som pastor inom Missionsförbundet. Som konstnär var han autodidakt och bedrev självstudier i bland annat Norge och Danmark. Han medverkade i samlingsutställningar i Göteborg och på Länsmuseet i Jönköping. Hans konst består av stilleben, landskap och bibliska motiv i olja eller pastell.